# UN-Mandat
Unter einem UN-Mandat, auch UNO-Mandat oder VN-Mandat, wird der Auftrag und die Ermächtigung gegenüber den Mitgliedstaaten für eine bestimmte Maßnahme oder Politik durch den Sicherheitsrat der Vereinten Nationen (VN, englisch United Nations Organization) verstanden.

## Bedeutung
Der Sicherheitsrat trägt gem. Art. 24 der UN-Charta die Hauptverantwortung für die Wahrung des Weltfriedens und der internationalen Sicherheit. Zu diesem Zweck verhandeln seine Mitglieder Resolutionen (Beschlüsse) oder Erklärungen. 
Für die Friedenssicherung sieht die UN-Charta ein breites Spektrum an Maßnahmen vor, um Streitigkeiten friedlich beizulegen, aber auch mit Luft-, See- oder Landstreitkräften die zur Wahrung oder Wiederherstellung des Weltfriedens und der internationalen Sicherheit erforderlichen Maßnahmen durchzuführen (Art. 41, 42 UN-Charta). Die Maßnahmen reichen von Aufbauhilfen und Vermittlungsaktivitäten über Sanktionen und Boykottmaßnahmen bis hin zum Einsatz militärischer Kräfte (bewaffnete Friedensmissionen sog. Blauhelme). Militärische Operationen erfordern in jedem Fall ein Mandat des Sicherheitsrates. Ohne Ermächtigung des Sicherheitsrats dürfen Zwangsmaßnahmen auf Grund regionaler Abmachungen oder seitens regionaler Einrichtungen nur zur Selbstverteidigung nach Art. 51 ergriffen  werden (Art. 53 UN-Charta), da die UN-Charta Gewaltanwendung grundsätzlich ausschießt. Der Sicherheitsrat stellt gegebenenfalls nach Kapitel VII der UN-Charta eine Bedrohung des Friedens fest (Art. 39 UN-Charta) und ermächtigt die Mitgliedstaaten ausnahmsweise zu Zwangsmaßnahmen gegen den Friedensstörer gem. Art. 42 UN-Charta als Ausnahme zum Gewaltverbot. Robuste Peacekeeping-Missionen werden in Konfliktkontexte entsandt, wo (noch) kein Frieden gesichert
werden kann, sondern die Bedingungen für einen nachhaltigen Friedensprozess überhaupt erst geschaffen werden müssen. Ein solches Mandat erlaubt UN-Friedenssoldaten die Anwendung von Waffengewalt nicht nur zur Selbstverteidigung, sondern auch zur Verteidigung der Mission und von Zivilisten.
Ob eine Entschließung (Resolution) des VN-Sicherheitsrats vom Inhalt her einen völkerrechtlich verbindlichen Beschluss (decision) oder nur eine unverbindliche Empfehlung (recommendation) enthält, muss durch Auslegung des Wortlauts unter Berücksichtigung des gesamten Kontextes ermittelt werden, etwa der vorangegangenen Diskussion im Sicherheitsrat. In der Präambel von „Kapitel VII-Resolutionen“ findet sich regelmäßig die Formel: „The Security Council, acting under Chapter VII of the Charter of the UN (…).“ Eine völkerrechtlich verbindliche Auslegung einer Sicherheitsrats-Resolution bleibt dem Internationalen Gerichtshof (IGH) vorbehalten.